# Séismes de 2015 au Népal
Une série de séismes frappe le Népal à partir du 25 avril 2015. Le premier de ces tremblements de terre est d'une magnitude de 7,9, et son foyer est profond de 15 kilomètres selon l'Institut d'études géologiques des États-Unis. L'épicentre de ce tremblement de terre est situé à 77 kilomètres au nord-ouest de Katmandou au Népal et à 68 kilomètres de Pokhara. La secousse aurait été ressentie jusqu'à New Delhi ainsi que dans tout le nord de l'Inde. Le séisme a provoqué des avalanches sur le mont Everest qui ont recouvert deux camps d'alpinistes.
Il s'agit du plus puissant tremblement de terre au Népal depuis celui du 15 janvier 1934, dont la magnitude a été estimée à 8, et qui a fait 17 000 morts au Népal même et dans le Bihar voisin. Il s'agit en outre du plus important séisme au monde depuis celui de magnitude 8,2 survenu au Chili en avril 2014.
Le nombre de victimes est élevé en raison de la magnitude, de la fragilité des habitations de la capitale népalaise qui compte aussi de nombreux temples hindous en bois, et des effets de site dus à la lithologie du bassin de Katmandou.
Plusieurs répliques importantes, de magnitude supérieure à 5, sont ressenties dans les jours qui suivent. Trois nouvelles répliques majeures, dépassant une magnitude de 7, sont recensées le 12 mai 2015. Cependant, les experts estiment qu'un deuxième séisme est survenu le 12 mai 2015 d'une magnitude de 7,3, et non d'une réplique, provoquant à son tour la mort de nombreuses autres victimes. Elles sont ressenties à 15 kilomètres de la Chine ainsi qu'à 30 kilomètres du mont Everest, voire jusqu'au sud de l'Inde. Après les 8 126 morts causés par le séisme du 25 avril et ses répliques immédiates, des centaines de victimes supplémentaires seraient à déplorer à cause de ces nouveaux tremblements de terre.

## Sismicité du Népal

### Contexte géodynamique

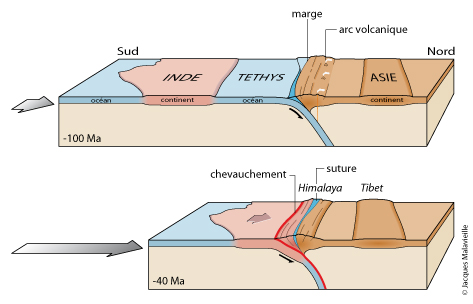
Passage de la subduction océanique à la collision continentale.

Ce séisme est un épisode d'une histoire géologique vieille de plus de 120 millions d’années lorsque l’Inde n’était encore qu’un continent à la latitude de Madagascar, séparé de l’Eurasie par l'océan Téthys. Les mesures paléomagnétiques indiquent que l’Inde a migré vers le nord à une vitesse pouvant atteindre plus de 14 cm/an. La fermeture de l’océan téthysien s’effectue dès lors par subduction de la plaque indienne sous l’Eurasie. Les témoins de cette subduction se retrouvent aujourd’hui dans la zone de suture[réf. nécessaire].
Il y a environ 50 Ma, la bordure nord-ouest du continent indien arrive au contact de la marge asiatique, et commence alors une gigantesque collision. Au cours des 10 Ma suivants, la vitesse de migration de l’Inde se réduit progressivement pour atteindre sa valeur actuelle qui est d’environ 4 cm/an. Ce ralentissement est lié au choc entre les deux continents, la subduction océanique de la Téthys cédant alors la place à la collision entre l’Inde et l’Eurasie. De cette collision est issu l’Himalaya.

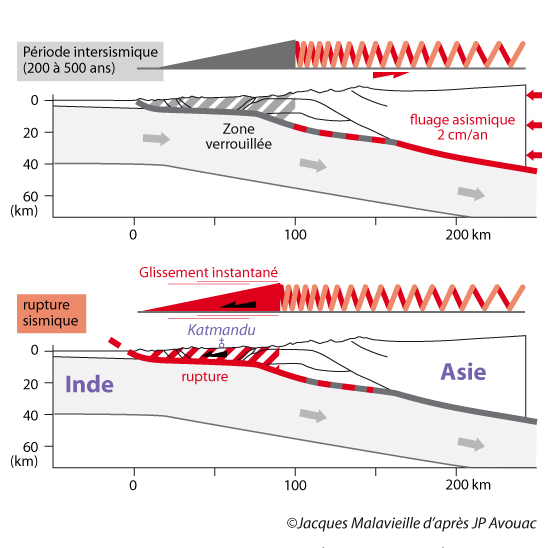
Cycle sismique Himalaya.

L’analyse de la morphologie actuelle et les mesures géodésiques (par satellite) suggèrent qu’actuellement la moitié de la convergence entre l’Inde et l’Eurasie est accommodée par quelques grandes failles au niveau du front de la chaîne himalayenne. En d’autres termes, le glissement le long du grand chevauchement frontal himalayen absorbe environ 2 cm/an. Cependant, le glissement sur les failles sismiques n’est pas accommodé de façon uniforme. À des profondeurs supérieures à 20 km, la température est telle (> 400 °C) que le glissement est réparti de façon plus diffuse dans un plus grand volume de roches, qui se déforment de façon ductile (plastique). On parle alors de fluage. Au contraire dans la partie supérieure de la croûte terrestre, près de la surface, c’est une déformation cassante qui permet le glissement sur la faille lorsqu’un seuil de rupture est atteint.
Il en résulte un cycle sismique complexe : entre deux séismes, la partie la plus superficielle du chevauchement est bloquée, alors que la partie la plus profonde glisse à 2 cm/an de façon asismique. Au cours des années la contrainte s’accumule à la base de la partie bloquée, jusqu’à ce que la friction sur le plan de faille ne puisse plus s’opposer au glissement. La faille glisse alors brutalement relâchant la déformation élastique accumulée dans la croûte supérieure, comme lors du séisme du 25 avril 2015. La magnitude (énergie dégagée) du séisme produit est directement corrélée à la taille de la zone qui a rompu.

### Les séismes historiques en Himalaya
Durant le dernier millénaire, une quinzaine de grands séismes ont affecté l'arc himalayen. Même si la connaissance de ces événements passés a nettement progressé depuis une dizaine d'années,,,,,, leur chronologie ainsi que leur surface de rupture restent pour certains encore actuellement mal connues.
En 1934, un séisme de magnitude 8,3 avait fait plus de 8 500 morts dans la ville de Katmandou. En 1255, un puissant séisme aurait fait environ 30 000 morts dans la ville, soit le tiers de sa population à l'époque.

### Contexte local du séisme de 2015
Bien que l'épicentre du séisme de 2015 soit situé à près de 80 km de Katmandou, les secousses y ont été particulièrement violentes. La raison en est une amplification par effet de site, comme pour le séisme de 1985 à Mexico. La vallée de Katmandou se trouve en effet à l'emplacement d'un ancien lac : l'amplitude des ondes sismiques augmente à la traversée de l'interface roche dure-sol argileux, et de plus ce sol mou se liquéfie facilement lors du passage des ondes.

### Choc principal et répliques
D'après les médias locaux, les secousses ont duré entre trente secondes et deux minutes. Cette durée a été confirmée par les résultats préliminaires fournis par l'Institut d'études géologiques des États-Unis. Toujours selon cet institut, le glissement maximal sur le plan de faille aurait atteint plus de trois mètres. Les premières analyses des sismogrammes et des images satellitaires indiquent que la zone qui a rompu le 25 avril 2015 est restée localisée en profondeur. Le 26 avril 2015 et les jours suivants, près de cinquante répliques ont eu lieu, notamment une de magnitude 6,7,.
Le mécanisme au foyer du choc principal du 25 avril montre, pour le plan nodal favorisé par les scientifiques dans ce cas, la représentation stéréographique d'un mouvement de faille inverse, avec composante décrochante dextre. Selon les calculs de la méthode SCARDEC, le mouvement se déroule sur une faille orientée Nord-Ouest/Sud-Est (azimut ou strike 323°) et penchant légèrement vers le Nord-Est (pendage ou dip 7°), correspondant donc au mouvement de la plaque indienne qui plonge avec un angle très faible sous la plaque eurasienne. L'angle de glissement ou rake est de 133°.
Le mécanisme focal de la réplique du 12 mai (Mw= 7.3) a la même structure que celui du choc principal. Son azimut est de 320°, le pendage très faible, vers le Nord, de la faille en chevauchement, est de 12° et l'angle de glissement de 126° selon l'IPGP (SCARDEC). La faille où cette réplique a eu lieu n'est pas encore déterminée avec certitude : même faille que le choc principal, vers l'extrémité est de celle-ci, ou faille différente.

### Risques naturels au Népal
D'autres séismes encore plus puissants (peut-être jusqu'à une magnitude 9) pourraient se déclencher le long de l'arc himalayen, dans un avenir plus ou moins proche .
Un autre risque naturel est celui des glissements de terrain. En effet, le séisme a sans doute déstabilisé un grand nombre de versants de montagne. Le séisme pourrait donc être à l'origine entre mai et octobre d'un nombre important de glissements de terrain dans la zone épicentrale, favorisés par les pluies intenses de la mousson.

### Moyens scientifiques mis en œuvre pour étudier l'arc himalayen
L’étude de cette zone nécessite une bonne connaissance des séismes passés ainsi que de la géométrie des structures en profondeur, des vitesses de convergences de plaques et des zones de localisations des contraintes. Pour ce faire, depuis plusieurs décennies la communauté scientifique a mis en œuvre différentes approches, sur le terrain et en laboratoire, pour tenter de mieux comprendre les mécanismes générant ces séismes destructeurs :
- Géologie structurale.
- Imagerie géophysique.
- Imagerie satellitaire.
- Géodésie.
- Morphotectonique.
- Sismologie.
- Paléosismologie.
- Modélisation numérique et modélisation expérimentale.

La tâche est colossale car l’arc himalayen mesure plus de 2 500 km de long et présente de fortes variations latérales en termes de structure, de morphologie et de convergence.

## Liste des séismes majeurs
Dans le tableau suivant sont listés les séismes de magnitude supérieure à 6 survenus dans la région depuis le 25 avril 2015 :
| Date et heure                       | Magnitude | Coordonnées de l'épicentre | Localisation                                         | Profondeur | Référence |
| ----------------------------------- | --------- | -------------------------- | ---------------------------------------------------- | ---------- | --------- |
| 25 avril 2015 à 11 h 56 min 0 s UTC | 7,9       | ...                        | 77 km NO de Katmandou, au Népal, et 68 km de Pokhara | ...        | ...       |
| 25 avril 2015 à 6 h 45 min 21 s UTC | 6,6       | ...                        | 49km E de Lamjung, au Népal                          | ...        |           |
| 26 avril 2015 à 7 h 9 min 10 s UTC  | 6,4       | ...                        | 19km SSE de Kodari, au Népal                         | ...        |           |
| 12 mai 2015 à 7 h 5 min 19 s UTC    | 7,3       | ...                        | 18 km SE de Kodari, au Népal                         | ...        |           |
| 12 mai 2015 à 7 h 36 min 53 s UTC   | 6,3       | ...                        | 33 km NNE de Ramechhap, au Népal                     | ...        |           |

## Conséquences

### Bilan humain

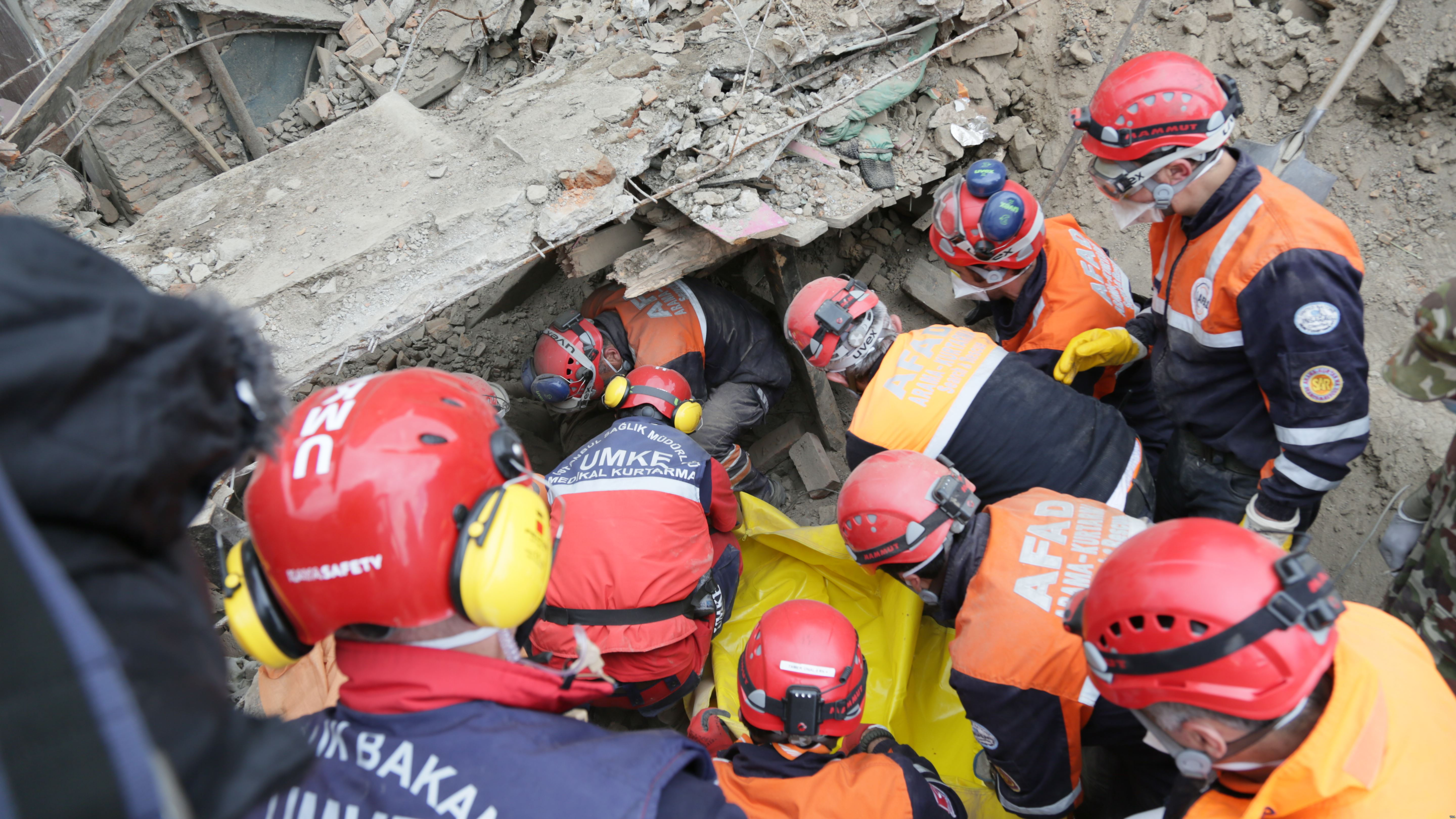
Secouristes fouillant les décombres.

Il y a au moins 8 000 morts et 7 953 blessés au Népal dont plus de 300 à Katmandou, 57 morts en Inde, en majorité dans l'État oriental du Bihar, 17 morts au Tibet (Chine) et 2 morts au Bangladesh. Le premier ministre népalais, Sushil Koirala, a affirmé que le bilan total du séisme pourrait atteindre les 10 000 morts.
Le 26 et le 28 avril, deux avalanches se sont produites dans une région du Népal proche de l'épicentre du séisme. Au moins 500 personnes sont portées disparues.
De plus, dans le secteur de l'Everest, on dénombre 22 morts, et 61 blessés dont plusieurs étrangers, quinze ont été évacués et parmi eux se trouvent douze sherpas népalais, un Coréen, un Chinois et un Japonais.
Dix Français sont morts dans la catastrophe, dont la fille du député de l'Indre Nicolas Forissier, la journaliste et réalisatrice Mathilde Forissier, et son compagnon Pierre-Vladimir Lobadowsky, ancien collaborateur de Fleur Pellerin.
Le 28 avril, le premier ministre népalais a décrété trois jours de deuil national pour rendre hommage aux victimes du séisme.
Selon le Centre national des opérations d'urgence, au 29 avril, 4 739 corps ont été retrouvés.
| Pays                    | Morts confirmés | Blessés | Disparus |
| ----------------------- | --------------- | ------- | -------- |
| Népal                   | 8 857           | 22 304  |          |
| Inde                    | 78              | 560     |          |
| Chine (Tibet)           | 25              | 383     |          |
| France                  | 10              | 20      |          |
| Espagne                 | 7               | 1       | 2        |
| États-Unis              | 7               | -       |          |
| Allemagne               | 5               |         |          |
| Bangladesh              | 4               | 200     |          |
| Italie                  | 4               | -       | -        |
| Pologne                 | 2               | -       | -        |
| Canada                  | 2               |         |          |
| Russie                  | 2               |         |          |
| Royaume-Uni / Hong Kong | 1               |         |          |
| Royaume-Uni             | 1               |         |          |
| Australie               | 1               | -       | 349      |
| Israël                  | 1               | -       | 150      |
| Estonie                 | 1               | -       | 4        |
| Japon                   | 1               | -       |          |
| Malaisie                |                 |         |          |
| Nouvelle-Zélande        |                 |         |          |
| Belgique                | -               | -       | 1        |
| Danemark                | -               | 3       | -        |
| Turquie                 | -               | 2       | -        |
| République tchèque      | -               | -       | 54       |
| Lituanie                | -               | -       | 5        |
| Total                   | 9003            | 23473   | 574      |

### Conséquences sanitaires et sociales
Huit millions de personnes sont affectées par les conséquences du séisme. Plus de 1,4 million de personnes ont besoin de nourriture, d'eau et d'abri. Le centre national des opérations d'urgence annonce qu'il y a 454 769 déplacés à cause du séisme.
Le 29 avril 2015, des échauffourées ont éclaté à Katmandou parmi les rescapés qui attendaient les autobus envoyés par le gouvernement. La police antiémeutes a dû intervenir pour maintenir le calme.
Un an après le séisme, la Fédération Internationale des Sociétés de la Croix-Rouge et du Croissant Rouge (FICR) dénombre environ 4 millions de personnes vivant toujours dans des abris temporaires.

### Dommages

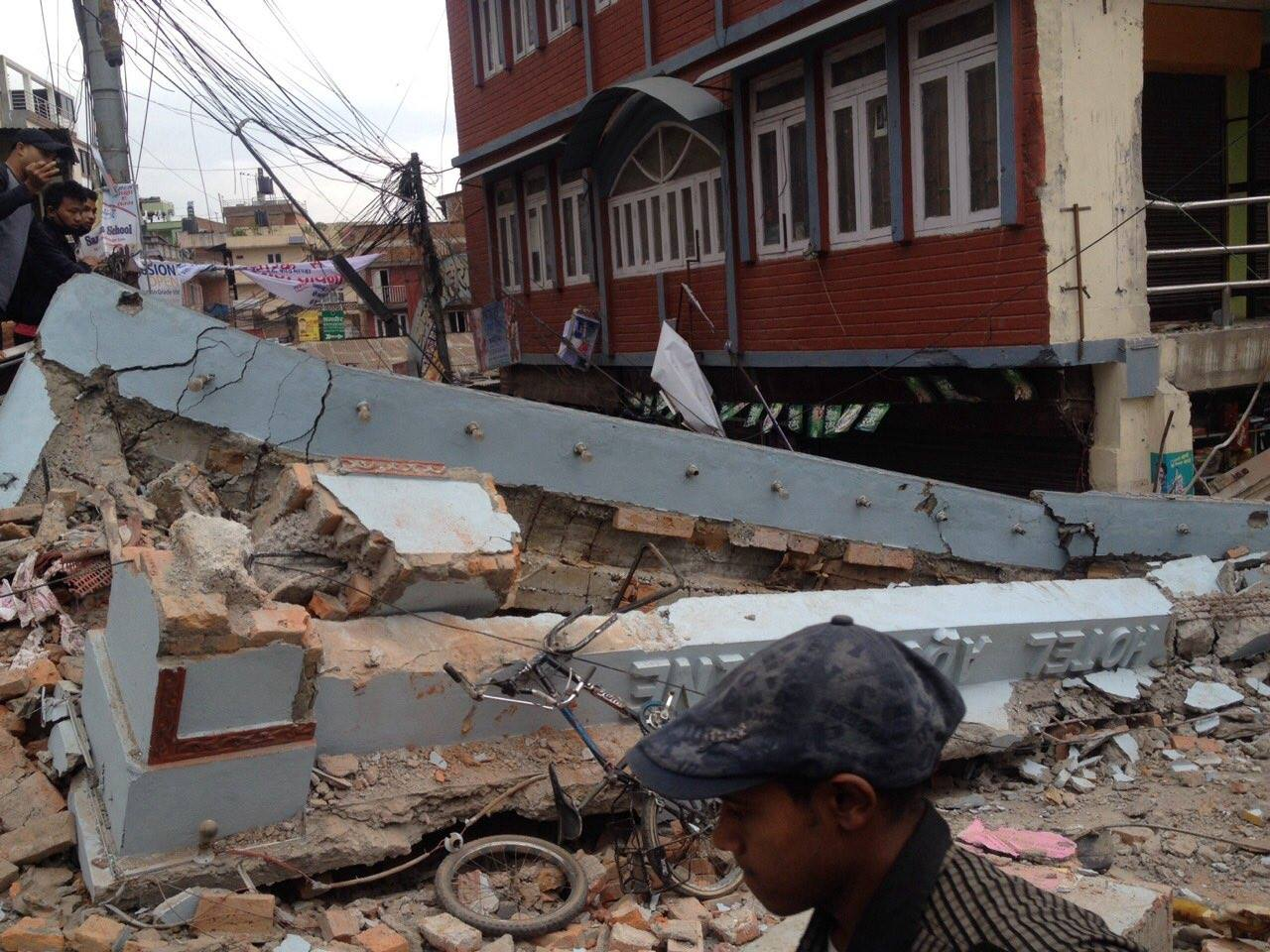
Vue après le séisme au Népal.

La tour Bhimsen, reconstruite en 1936, s'est effondrée, de même que les monuments de la Place du Darbâr, inscrits au patrimoine mondial de l'UNESCO. Une dizaine de corps ont été extraits de ces décombres. Selon les médias locaux, une cinquantaine de personnes se trouvaient à l'intérieur au moment du drame. Le ministre de l'Information népalais annonce que les villes de Bhaktapur et de Gorkha ainsi que le district de Lamjung sont également touchés.
L'aéroport international de Katmandou a été fermé pour des raisons de sécurité. L'électricité est coupée dans la capitale népalaise de même que de nombreuses voies rapides et routes à cause, pour certaines, de coulées de boue.
Selon le Centre national des opérations d'urgence, 10 477 immeubles et biens publics sont détruits et 14 186 endommagés. De plus, 140 483 maisons sont détruites et 149 091 endommagées.
Selon un décompte de l'ONU du 2 mai 2015, 160 786 maisons ont été détruites et 143 673, partiellement endommagées. Selon l'Unicef, près de 24 000 salles de classe ont été détruites ou endommagées ce qui empêche un million d'enfants d'aller à l'école. Au total, plus de huit millions de Népalais sur les 28 millions d'habitants sont affectés par les désastres provoqués par ce séisme.

## Conséquences géologiques
Le 16 juin 2015, l'administration nationale chinoise d'études, de cartographie et d'information géologique annonce que le séisme du 25 avril a provoqué le déplacement du mont Everest de 3 cm vers le sud-ouest. Ce déplacement a eu lieu dans la direction opposée à son déplacement habituel qui est d'environ 4 cm par an en direction du nord-est. L'administration chinoise a par ailleurs indiqué que l'altitude de l'Everest n’a pas été modifiée à la suite du tremblement de terre contrairement à ce qu'avait rapporté le satellite européen Sentinel-1A (en) en indiquant une élévation de 2,5 cm.

## Conséquences politiques
Face aux difficultés économiques exacerbées par les dégâts du séisme, de nombreuses critiques sont faites au gouvernement népalais accusé de manque de réactivité et de corruption, entravant les travaux de reconstruction et l'arrivée de l'aide internationale.
Ce contexte de défiance est propice à la montée du parti Bibeksheel Nepali.

## Réactions et aide internationale

### États et institutions
- Algérie : selon Xinhua, l'Algérie a envoyé 70 secouristes ainsi que 200 tentes, 2 000 couvertures et quatre tonnes de médicaments au Népal[40]. Outre l'aide technique, l'Algérie a fait au Népal un don d'un million de dollars[41]
- Allemagne : Berlin promet son aide[42].
- Australie : le pays a débloqué une aide financière de 4,7 millions de dollars[43].
- Bangladesh : une équipe médicale est envoyée au Népal avec une tonne de produits médicaux[27].
- Belgique : le pays envoie une équipe B-FAST composée de 43 personnes : des pompiers ainsi que des agents de la protection civile, de la Santé publique et de l'armée. Elle envoie aussi dix tonnes de matériel et quatre chiens, spécialement entraînés à retrouver des victimes vivantes[44].
- Bhoutan : le gouvernement débloque 1 million de dollars et 62 personnes sont sur place[27].
- Canada : le pays a annoncé qu'il versera une aide de 5 millions de dollars canadiens (3,7 millions d'euros) aux organisations humanitaires qui viendront en aide au Népal[2].
- Chine : le pays annonce l'envoi d'une équipe de 62 secouristes aidés de chiens[45].
- Espagne : Madrid promet son aide[42].
- États-Unis : John Kerry annonce l'envoi d'équipes de secours et le déblocage de 10 millions de dollars. De plus, il déclare : « Du fond du cœur, nous adressons notre sympathie aux peuples du Népal et des régions touchées par cette tragédie »[46]. Un avion de transport militaire C-17 américain a décollé pour le Népal le 26 avril en milieu de journée avec à son bord près de 70 secouristes (69 secouristes et 1 militaire) et 45 tonnes de matériel pour aider les victimes du séisme, a annoncé le Pentagone[2].
- France : François Hollande a déclaré que la France était prête à « répondre aux demandes de secours et d'assistance ». Ainsi, le pays envoie des équipes de secouristes composées de chirurgiens, de médecins, de logisticiens et de coordinateurs[47].
- Inde : le premier ministre indien Narendra Modi a promis une aide à destination du Népal le 25 avril. Plus tard dans la journée, deux avions de transport militaires décollent en direction de la région dévastée avec à leur bord des équipes de secouristes composées de chirurgiens, de médecins, de logisticiens et de coordinateurs[48].
- Indonésie : 57 personnes et 10 tonnes de produits médicaux sont envoyées au Népal[27].
- Israël : 286 secouristes et 2 chiens sont sur place. Israël a envoyé en plus 20 tonnes de produits médicaux[27].
- Japon : dans la demi-journée ayant suivi le tremblement de terre, le gouvernement japonais a offert son aide. L'Agence de coopération internationale du Japon a envoyé 70 experts. Ils sont partis de l'Aéroport international de Narita le 26 avril et resteront au Népal pendant 7 jours. L'équipe est composée d'experts du Ministère des Affaires étrangères japonais, de l'Agence nationale de Police et du JICA. Elle est composée de sauveteurs, de chercheurs, de maîtres-chiens secouristes, de spécialistes des communications, de médecins et de coordinateurs de terrain. L'Association des Médecins d'Asie (AMDA) et Shapla Neer ont annoncé sur SNS qu'ils avaient commencé à coordonner leur aide d'urgence[49]. Le gouvernement a également débloqué 8 millions de dollars d'aide financière.
- Jordanie : 23 personnes sont sur place[27].
- Malaisie : 47 personnes sont sur place et 9 tonnes de produits médicaux sont envoyés[27].
- Népal : la banque de développement agricole débloque plus de 44 000 euros. Des membres du gouvernement proposent 15,10 ou 5 jours de salaire[27].
- Norvège : le pays débloque 30 millions de couronnes (3,5 millions d'euros) pour le Népal[50]. 37 personnes et 5 chiens sont sur places. 3 tonnes d'eau et 6 tonnes de produits de survie sont envoyés[27].
- ONU : l'agence humanitaire de l'ONU en Asie se dit prête à intervenir[réf. nécessaire]. Le Fonds central d'intervention d'urgence a débloqué 15 millions de dollars (13,7 millions d'euros) pour financer l'aide humanitaire.
- Pakistan : le premier ministre pakistanais Nawaz Sharif fait de même[51].
- Pays-Bas : une équipe spéciale de 62 docteurs et infirmières est envoyée en urgence par un Lockheed C-130 Hercules de l'armée depuis Eindhoven au Népal, avec 15 tonnes de produits de sauvetages et 8 chiens[27].
- Pologne : 81 secouristes sont envoyés au Népal[27].
- Qatar : 1,26 tonne de nourriture et de produits médicaux sont livrés[27].
- Royaume-Uni : Londres promet une aide et adresse ses condoléances au pays. 58 experts et 24 militaires sont sur place. De plus, 1 100 tentes sont livrées[52].
- Singapour : 114 personnes sont au Népal. Le pays a envoyé 12 tonnes de produits médicaux[27].
- Sri Lanka : 97 personnes dont 2 ministres sont à Dolalghat. Le pays envoie 48 personnels médicaux, 10 tonnes de riz, 2 tonnes de thé et 1 000 litres[Combien ?] d'eau[27].
- Suède : 72 experts sont au Népal[27].
- Suisse : une équipe de reconnaissance du Corps suisse d'aide humanitaire a été envoyée au Népal pour une évaluation des besoins en aide d’urgence[53],[54].
- Thaïlande : 18,9 tonnes de produits médicaux, de couvertures, de nourritures et d'eau sont livrés[27].
- Turquie : le pays envoie 34,7 tonnes d'accessoires médicaux et de produits alimentaires (riz, légumes secs, huile de cuisson, farine, pommes de terre). 79 personnes sont sur place[27].
- Union européenne : Chrístos Stylianídis, commissaire européen à la coopération internationale, à l'aide humanitaire et à la réaction aux crises, indique que l'Union européenne suit de très près la crise et exprime sa compassion.
- Vatican : le Pape apporte son soutien aux Népalais et le Vatican offre 100 000 $ au Népal (89 000 €)[2].
- : Le 17e karmapa, Orgyen Trinley Dorje offre 200 000 dollars[55] et appelle les monastères karma-kagyu du Népal, également affectés, à étendre leur aide aux communautés environnantes[56]. Le monastère de Benchen devient le centre de ses activités de secours.
- Tibet : le 14e dalaï-lama, Tenzin Gyatso, et l'Administration centrale tibétaine expriment leur solidarité, donnant au moins 1 200 000 INR et demandant aux Tibétains au Népal de s'engager dans les opérations de sauvetage et de secours[57].
- Taïwan : les secours, le matériel humanitaire et 300 000 dollars d'aide proposés sont officiellement refusés par le Népal, pour ne pas froisser la Chine[58]. Des équipes taïwanaises, réputées pour leur efficacité dans les secours, ont cependant pu rejoindre et travailler à Katmandou[59].

### ONG
- Assistance médicale toit du monde (AMTM) intervient au Népal sur une vingtaine de sites dans la vallée de Katmandou depuis 1992. A débloqué 150 000 € pour la reconstruction la réparation des sites ainsi que l'aide aux victimes (rétablissement de l'accès à l'eau, kits hygiènes, tentes, matelas, suivi médical). A une « Maison AMTM » et une équipe locale permanente à Katmandou.
- Médecins sans frontières envoie quatre équipes à Katmandou et envisage de déployer un hôpital gonflable qui comprendra deux blocs chirurgicaux et une salle de réveil d'une capacité de 60 à 80 lits[2].
- Médecins du monde a des équipes sur place et va envoyer un chirurgien, deux médecins, un coordinateur et un logisticien.
- Action contre la faim a des équipes sur les lieux de la catastrophe.
- Handicap international distribue des fauteuils roulants et des béquilles à deux hôpitaux à l'aide de 53 collaborateurs.
- Acted dépêche une équipe d'évaluation composée de six personnes.
- Le Secours populaire a débloqué un fonds de 50 000 euros.
- Le Secours Islamique France (SIF) envoie une équipe sur place pour évaluer les besoins et organiser les prochaines aides humanitaires. Le SIF compte envoyer un stock d'urgence comprenant 2 500 Kits Eau pour permettre aux populations de potabiliser l’eau et la stocker et 50 rouleaux de bâches en plastique qui serviront à fabriquer des abris d'urgence pour environ 250 familles .
- L'ordre souverain de Malte a également dépêché des équipes internationales sur place.
- Le Centre de Sismologie Euro-Méditerranéen (CSEM) a informé la population en temps réel durant toute la crise par le biais des réseaux sociaux, de son site internet et son application mobile.

### Appui électronique

#### Google
Google a activé son outil Google Person Finder afin d'aider les victimes et leurs proches à renouer le contact.

#### OpenStreetMap
OpenStreetMap a activé son dispositif de cartographie humanitaire : 2015 tremblement de terre au Népal le 25 avril 2015.
LastQuake
Le CSEM a tenu la population informée en temps réel durant la crise, afin de réduire l'anxiété des victimes.